# Endian
合同会社Endian（エンディアン）は、かつて存在した清涼飲料水「CHILL OUT」を販売していた企業。日本コカ・コーラの完全子会社であった。

## 概要
I-neによって設立されたEndianに、日本コカ・コーラが資本参加する形でスタートした。
社名の由来は、ガリバー旅行記に出てくる⾔葉からそのままとったもの。ガリバー旅行記第1部「小人国」では、ゆで卵を丸い方の端から割る人々(Big Endians)と、尖った方の端から割る人々(Little Endians)との対立が描かれており、そのような些細なことがらで争うことのないような社会の実現に貢献したいという願いが込められている。
2023年5月にI-neの全持分が日本コカ・コーラに売却された、同年10月にはCHILL OUTの販売がコカ・コーラシステムに移管された。
2024年4月26日付で清算の結了等を理由に登記記録が閉鎖された。

## CHILL OUT
「リラクゼーション」がコンセプト。I-neが2016年から販売しているドリンクで、既存の「エナジードリンク」のような「エナジー」を求めるものではなく、飲んでリラックスすることを目的につくられた。
直訳すると「冷静になる」「頭を冷やす」などであるが、英語のスラングで使われる「のんびりする」「くつろぐ」といった意味の方が正しい。
キウイ、ライム、マスカットなどの果汁をブレンドし、麻の実とペパーミントのエキスを配合。さらに天然アミノ酸であるGABA、お茶にも含まれるテアニンを加え、リラックス効果をさらにサポートしている。
日本ではリラクゼーションドリンクはあまり馴染みがないが、アメリカなど海外では爆発的に市場を拡げ、すでに450種類以上も販売されている。
2019年より販売、マーケティングなどがI-neからEndianに引き継がれた。
先述の通り2023年10月にEndianからコカ・コーラシステムに移管され、同月9日より日本コカ・コーラの製品として発売された。2024年4月にはパッケージデザインの刷新が行われた。
CHILL OUTブランド製品
チルアウト リラクゼーションドリンク
チルアウト リラクゼーションドリンク ゼログラビティ